# Арцергранде
Арцергранде (итал. Arzergrande) — коммуна в Италии, располагается в провинции Падуя области Венеция.
Население составляет 4111 человек, плотность населения — 316 чел./км². Занимает площадь 13 км². Почтовый индекс — 35020. Телефонный код — 00049.
В коммуне 25 марта особо празднуется Благовещение Пресвятой Богородицы.